# والدن مارتین
والدن مارتین (انگلیسی: Walden Martin; ۲۸ سپتامبر ۱۸۹۱ – ۱ نوامبر ۱۹۶۶) دوچرخه‌سوار اهل ایالات متحده آمریکا بود.
از افتخارات وی میتوان به کسب مدال برنز رقابت جاده تیمی در بازی‌های المپیک تابستانی ۱۹۱۲ اشاره کرد.